# Otho R. Singleton

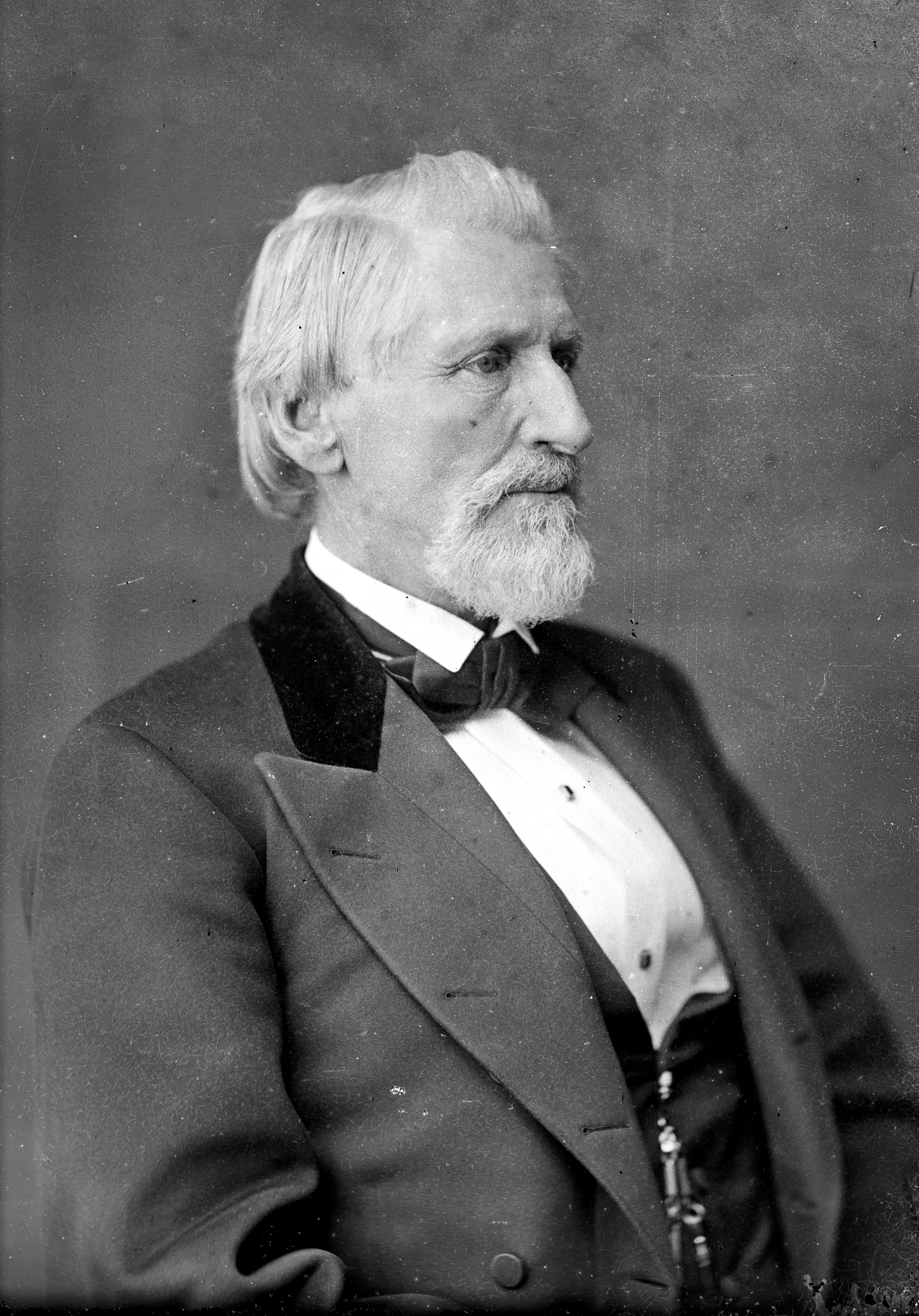
Otho Robards Singleton

Otho Robards Singleton (* 14. Oktober 1814 bei Nicholasville, Kentucky; † 11. Januar 1889 in Washington D.C.) war ein US-amerikanischer Politiker, der den Bundesstaat Mississippi im US-Repräsentantenhaus und im Konföderiertenkongress vertrat.
Nach dem Besuch der öffentlichen Schule machte Singleton seinen Abschluss am College in Bardstown sowie an der juristischen Fakultät der Universität von Lexington. Er wurde 1838 in die Anwaltskammer aufgenommen und begann in Canton als Jurist zu praktizieren.
Sein erstes politisches Mandat hatte er von 1846 bis 1847 als Abgeordneter im Repräsentantenhaus von Mississippi inne; von 1848 bis 1854 gehörte er dem Staatssenat an. Vom 4. März 1853 bis zum 3. März 1855 war der Demokrat Singleton zudem erstmals Abgeordneter im US-Repräsentantenhaus in Washington. Der Versuch der Wiederwahl misslang ihm 1854.
Am 4. März 1857 kehrte Singleton dann in den Kongress zurück, ehe er sein Mandat am 12. Januar 1861, kurz vor Ausbruch des Sezessionskrieges, niederlegte. In den Konföderierten Staaten setzte er seine politische Laufbahn fort. Von 1862 bis 1865 war er Abgeordneter des Repräsentantenhauses im ersten und zweiten Konföderiertenkongress.
Als Mississippi nach der Niederlage der Konföderation wieder seine vollen staatlichen Rechte erhielt, vertrat Otho Singleton seinen Staat ein weiteres Mal im US-Repräsentantenhaus. Er nahm sein Mandat dort vom 4. März 1875 bis zum 3. März 1887 wahr. Zwei Jahre nach seinem Abschied aus dem Kongress starb er in Washington.